# IC 2118
IC 2118 или маглина Вештичја глава је рефлексиона маглина у сазвежђу Еридан која се налази на IC листи објеката дубоког неба.
Деклинација објекта је - 7° 15' 0" а ректасцензија 5h 4m 54,0s. Привидна величина (магнитуда) објекта NGC 1909 износи 8,2. ICC 2118 је још познат и под ознакама NGC 1909, LBN 959, CED 41.